# Наука и изкуство
„Наука и изкуство“ е българско издателство, специализирано в издаване на речници, енциклопедии, граматики и преводна литература в областта на психологията. Основано е през 1948 година. Издава нови български и двуезични речници, учебни помагала за обучението по български език.